# Nora Grossman
Nora Grossman (* 1983) ist eine US-amerikanische Filmproduzentin. Bei der Oscarverleihung 2015 war sie in der Kategorie Oscar/Bester Film für den Film The Imitation Game – Ein streng geheimes Leben nominiert. Dies war bis dahin die einzige Produktion, an der sie beteiligt war.